# Burning Heart Records
Burning Heart Records ist ein Musiklabel mit Sitz in Örebro, Schweden, das 1993 von Peter Ahlqvist gegründet wurde und sich in den ersten Jahren vor allem auf Musikstile wie Punkrock und Hardcore konzentrierte. Burning Heart war ein von Majorplattenfirmen unabhängiges Label. Mehrere Trends in der schwedischen Musikszene, die weltweit Aufmerksamkeit erregten, hatten ihre Wurzeln in Veröffentlichungen auf Burning Heart Records. In den letzten Jahren des Bestehens erweiterte sich der musikalische Horizont der Veröffentlichungen weg von der strikten Ausrichtung auf Punkrock und Hardcore auch auf andere Felder des Musikgeschehens wie Soul, Rock und Hip-Hop.
2002 erwarb das US-amerikanische Indie-Label Epitaph Records 51 Prozent von Burning Heart. Dadurch wurden die Vertriebsmöglichkeiten des Labels in den USA und Australien verbessert. Trotz dieses Faktes arbeitete Burning Heart Records weiterhin unabhängig in Belangen, die das A&R und dem künstlerischen Aufbau von Künstlern betrafen. Von Dezember 2003 bis Oktober 2006 gab es eine Niederlassung in Berlin, die sich um sämtliche Belange von Burning Heart in Deutschland kümmerte.

## Geschichte
Burning Heart Records wurde als 1-Mann-Unternehmen gegründet. Peter Ahlqvist hatte in den 1980ern schon mit Uproar Records sein eigenes kleines Punkrock-Label gestartet und lebte vorrangig vom Vinyltausch mit anderen kleinen Labels und Fanzines wie dem Maximum Rock'n'Roll. Das Interesse an der britischen und amerikanischen Punkrock- und Hardcore-Szene, sowie der Do-It-Yourself-Attitüde, die fester Bestandteil des Punkrock-/Hardcore-Selbstverständnisses ist, führte schließlich zur Gründung von Burning Heart Records.
Durch die von The Offspring, Green Day und NOFX ausgelösten Punkrockbegeisterung der Massen entstand auch für schwedische Bands des gleichen Genres wie Millencolin oder No Fun at All ein Interesse, das sich vorerst auf Deutschland, die Niederlande und die USA beschränkte, sich aber in – für ein kleines Indielabel wie Burning Heart – erstaunlichen Verkaufszahlen niederschlug. Dadurch bekam das Label sehr früh den Stempel eines „Melodypunklabels“ aufgedrückt, was sich aber durch Plattenverträge mit Bands wie Breach, Refused oder Nasum erledigte. 
Die Firma wuchs und auch die Mitarbeiterzahl stieg auf zuletzt 9. Besonders die Erfolge von Millencolin, Refused und The Hives sorgten für langjährige wirtschaftliche Stabilität. Nachdem die Hives über lange Jahre zu einer festen internationalen Größe aufgebaut wurden, verließ die Band Burning Heart Records im Jahre 2003 vor Vertragsende zu Universal Records, was einen langjährigen Rechtsstreit nach sich zog, der 2005 zugunsten von Burning Heart Records entschieden wurde. 
Ende 2006 wurde die Plattenfirma restrukturiert und bestand nur noch aus Peter Ahlqvist. Peter Ahlqvist kümmerte sich zwar weiter als Managing Director und Head of A&R um die Veröffentlichung und Neuverträge von Burning Heart, alle anderen Arbeiten wurden aber von Epitaph Europe in Amsterdam übernommen. Der Weggang von Peter Alqvist im Jahre 2009 beendete auch das Bestehen von Burning Heart Records. Das Label wurde 2010 geschlossen und Ahlqvist eröffnete mit Kid-Down-Sänger Eric Höjdén das Label Panic & Action. Ende 2014 wurde angekündigt, dass Burning Heart Records mit neuem Modell wieder eröffnet werde. Die ersten Bands, die bei Burning Heart unterkamen, standen zuvor allesamt bei Panic & Action unter Vertrag. Diese sind unter anderem Her Bright Skies, Walking with Strangers, Bombshell Rocks, Asta Task und Adept. Letztere unterschrieben allerdings inzwischen bei Napalm Records.

## Internationale Marktstellung
In den letzten Jahren seiner Existenz hatte sich Burning Heart Records zu einer festen Größe im internationalen Musikgeschehen entwickelt. Mehrere schwedische Grammys und Gold- sowie Platinauszeichnungen für Moneybrother, The Hives, Millencolin und Refused zeugten vom Erfolg der Firma.
Burning Heart Records galt bis zu seiner zwischenzeitlichen Schließung als einer größten unabhängigen Musikexporteure Schwedens und wurde aus diesem Grund vom schwedischen Kulturministerium für seine Unterstützung der schwedischen Kultur ausgezeichnet. In den letzten Jahren hat sich das Augenmerk von der strikten Ausrichtung auf schwedische Künstler weg entwickelt, was sich in den Plattenverträgen mit boysetsfire, Samiam (beide USA) sowie Hell Is for Heroes (UK) niederschlug.
Liste einiger fester internationaler Vertriebe von Burning Heart Records:
- Deutschland: SPV
- Österreich: Edel
- Schweiz: Phonag-Edel
- Frankreich: Pias
- Australien: Shock Records

Weiterhin wurden viele Veröffentlichungen auch an andere Labels für den internationalen Markt (besonders Japan) lizenziert. Beispielsweise „The Misery Index: Notes From The Plague Years“ von boysetsfire an Solitary Man Records. In den USA wurden die Veröffentlichungen von Burning Heart Records vorrangig von Epitaph Records vertrieben, nur in Ausnahmefällen wurden Releases an andere Indielabels lizenziert (z. B. Nasum an Relapse). 
Der stärkste Markt für Burning Heart Records war neben dem Heimatland Schweden (mit regelmäßigen Top-10-Platzierungen und mehreren Gold- und Platinauszeichnungen) besonders Deutschland (auch hier mit regelmäßigen Chartpositionen, sowie als feste Größe im Untergrund der Indie- und Punkrockszene), sowie die USA, Japan und Australien. Auch in Großbritannien, Südosteuropa und besonders Südamerika war man fest in der Untergrundkultur verankert.

## Wirtschaftliche Entwicklung
Nach einem stetigen Aufwärtstrend im gesamten letzten Jahrzehnt hat auch Burning Heart Records (wie ein Großteil der Musikindustrie) mit zurückgehenden Verkäufen zu kämpfen. Da der Aufbau von Künstlern in den letzten Jahren große Erfolge gebracht hatte, konnte das Label auf gute Chartpositionen für viele Veröffentlichungen verweisen. Die Verkaufszahlen lagen weltweit nach Aussagen von Peter Ahlqvist zwischen 8000 und 150.000 verkauften Tonträgern pro Veröffentlichung. 
Zum Umsatz können keine Angaben getätigt werden, da diese Daten nicht öffentlich zugängig sind und die Firma nicht an der Börse notiert ist.

## Bands
Einige Bands, deren Platten bei Burning Heart veröffentlicht wurden:
- 59 Times the Pain
- Between Us
- Bodyjar
- Bombshell Rocks
- Boysetsfire
- Breach (Band)
- Chickenpox
- Division of Laura Lee
- Flogging Molly
- Give Up the Ghost
- Home Grown
- Kid Down
- Liberator
- Looptroop
- The Lost Patrol
- Midtown
- Millencolin
- Moneybrother
- Monster
- Nasum
- Nine
- No Fun at All
- Parkway Drive
- Promoe
- Puffball
- Raised Fist
- Randy
- Refused
- Samiam
- Satanic Surfers
- Sounds Like Violence
- Team Blender
- The Hives
- Turbonegro
- The Accidents
- The (International) Noise Conspiracy
- Voice of a Generation
- The Weakerthans
- Within Reach